# شوتا سوزوکی
شوتا سوزوکی (انگلیسی: Shota Suzuki؛ زادهٔ ۳ ژوئیهٔ ۱۹۸۴) بازیکن فوتبال اهل ژاپن است.
از باشگاه‌هایی که در آن بازی کرده‌است می‌توان به باشگاه فوتبال کاشیوا ریسول اشاره کرد.